# Friedrich Schultze (Architekt)
Julius Friedrich Schultze (* 21. März 1856 in Hildesheim; † 15. Februar 1932 in Berlin-Dahlem) war ein Architekt, Baubeamter und Schriftleiter preußischer Bauzeitschriften.

## Leben
Geboren in Hildesheim als Sohn eines Klempnermeisters besuchte er nach der Realschule I. Ordnung das Gymnasium Andreanum in Hildesheim, wo er Ostern 1876 das Abitur machte. Von 1876 bis 1880 absolvierte er das Studium für das Baufach an der Polytechnischen Schule Hannover. Am Ende legte er die Bauführer-Prüfung für das Hochbau-Fach ab. Nach der Ernennung zum Regierungsbaumeister im Jahre 1885 war Schultze von 1890 bis 1894 wesentlich an Entwurf und Ausführung des Osnabrücker Hauptbahnhofs beteiligt und erhielt Ende 1893 eine Anstellung als Landbauinspektor bei der Regierung in Osnabrück. Anschließend ging er 1894 als Kreisbauinspektor nach Prenzlau in Nordostbrandenburg, um 1898 seine Laufbahn an der Regierung in Hannover wiederum als Landbauinspektor fortzusetzen. 1899 wurde er als Hilfsarbeiter in die Hochbauabteilung des Ministeriums für öffentliche Arbeiten nach Berlin berufen, dem er seit 1903 als Regierungsbaurat und ab 1913 als Vortragender Rat bis zur Erreichung der Altersgrenze im Jahre 1921 angehörte. 1917 wurde er als Oberbaurat im Kriegsministerium zum Geheimen Oberbaurat ernannt. Zuletzt war er Ministerialrat.

### Schriftleiter
Schultze war fast 20 Jahre lang Schriftleiter von drei bedeutenden Fachzeitschriften für das Bauwesen. Seit 1900 war er zunächst zweiter und ab 1913 erster Schriftleiter der vom preußischen Ministerium herausgegebenen Bauzeitschriften „Zeitschrift für Bauwesen“, „Zentralblatt der Bauverwaltung“ und „Die Denkmalpflege“.

### Publikationen über Osnabrücker Bauten
In der „Zeitschrift für Bauwesen“ veröffentlichte er außer einem 1895 erschienenen Aufsatz über „Die Marienkirche in Osnabrück und ihre innere Ausstattung“ 1894 auch eine wegweisende Abhandlung über „Bürgerhäuser in Osnabrück“, die namentlich das Haus Willmann an der Krahnstraße und das Agnes-Schoeller-Haus an der Bierstraße einer breiteren Öffentlichkeit und der Fachwelt bekanntmachte und damit sehr die Erhaltung dieser Bauten förderte. Dem Agnes-Schoeller-Haus hatte er bereits 1891 in der „Zeitschrift des Architekten- und Ingenieur-Vereins zu Hannover“ einen besonderen Beitrag gewidmet („Das Setzer'sche Haus zu Osnabrück“).

### Ehrungen
- 1905 Doktor der Ingenieurwissenschaften ehrenhalber (Technische Hochschule Charlottenburg).
- Aufnahme in die Preußische Akademie des Bauwesens.
- 1921 Verleihung der Würde eines Dr. Ing. h. c. von der Technischen Hochschule Hannover wegen seiner Verdienste um die Förderung der baugeschichtlichen Forschung und der Denkmalpflege.[3]

### Familie
Julius Friedrich Schultze war ein Sohn des Hildesheimer Klempnermeisters Ludwig Schulze († nach 1900) und seiner Ehefrau Marie Rasch († vor 1900). Er heiratete am 12. Juni 1900 in Berlin Anna Maria Hedwig Freyer (* 1. August 1873 in Campe, Kreis Stade; † 8. Mai 1942 in Berlin-Charlottenburg), Tochter des Baumeisters Friedrich Wilhelm Otto Freyer.

## Schriften
- Die Marienkirche in Osnabrück und ihre innere Ausstattung. In: Zeitschrift für Bauwesen. 45. Jahrgang. 1895, Heft 4–6, Sp. 163–176.